# Combats dans le Haut Dir de juin 2011
Cette page se comprend mieux après la lecture de Insurrection islamiste au Pakistan.
- En jaune, les districts du Haut-Dir et de Bas-Dir, qui fait partie de la province de Khyber Pakhtunkhwa.
- En bleu, les régions tribales du Pakistan.
- En vert, la province de Khyber Pakhtunkhwa.

Notes
Insurrection islamiste au Pakistan
Batailles
Bataille de Wana (2004) • Assaut de la Mosquée rouge (2007) • Première bataille de Swat (2007) • Bataille de Bajaur (2008) • Seconde bataille de Swat (2009) • Opération Rah-e-Nijat (2009) • Offensive d'Orakzai et de Kurram (2010 - 2011) • Opération Brekhna (2011) • Opération Zarb-e-Azb (2014)
Les combats dans le Haut-Dir se sont déroulés dans le district du Haut-Dir, dans la province de Khyber Pakhtunkhwa, dans le nord-ouest du Pakistan. Ils font suite à l'incursion de centaines d'hommes armés venus depuis l'Afghanistan et qui ont attaqué un poste de contrôle tenu par les forces de sécurité pakistanaises le 1er juin 2011.
Bien que revendiquée par le Tehrik-e-Taliban Pakistan, l'attaque semble avoir mobilisé de nombreux combattants afghans. La question de la responsabilité de cette attaque provoque une polémique au Pakistan et est source de tensions entre les deux pays.

## Contexte
L'attaque se déroule alors que le Pakistan et l'Afghanistan étaient en train de se mettre d'accord pour un agenda de rencontre entre les dirigeants des deux pays visant à améliorer la coopération et à préparer d'éventuelles négociations avec les talibans en vue du retrait des troupes internationales d'Afghanistan

## Déroulement des combats
Selon des rapports officiels pakistanais, quelques centaines de militants venant d'Afghanistan (peut être 400), probablement des talibans afghans, ont pénétré le territoire pakistanais en traversant de la province afghane de Kounar vers le district du Haut-Dir au Pakistan. Le 1er juin vers trois heures du matin, ils attaquent le poste de contrôle de Shaltalo tenu par les forces de sécurité (des policiers et des gardes frontières), à moins de dix kilomètres de la frontière. Les combats auraient tué 27 membres des forces de sécurité, huit civils et 45 combattants islamistes, selon l'armée, et fait plus de trente blessés.
Le 2 juin, les autorités annoncent que 25 corps ont été évacués des régions concernées et que des troupes de l'armée pakistanaise ont été appelées en renfort, notamment avec des hélicoptères de combat. Des habitants témoignent également du déploiement de soldats. Les insurgés détruisent également huit écoles grâce à des explosifs. Les combats auraient duré 36 heures. Fayaz Toru, l'inspecteur général de la police de Khyber Pakhtunkhwa a visité les zones de combats le 3 juin et a déclaré « Nos hommes étaient bien équipés, mais le nombre de militants s'avère être supérieur à mille. ». Il indique également que les insurgés ont tiré des roquettes sur un dépôt de munitions, causant d'importants dégâts.
À la suite de ces combats, les forces de sécurité semblent avoir perdu le contrôle de certaines régions. Il semble qu'il s’agisse de talibans afghans, alors que ces derniers ne sont pas en conflit direct avec les autorités pakistanaises, contrairement aux talibans pakistanais. Des officiels des forces de sécurité parlent de 500 talibans afghans et pakistanais impliqués dans l'attaque. Le 5 juin, l'armée annonce avoir repris des régions frontalières prises par les combattants et annonce qu'un total de 75 insurgés ont été tués depuis le début des combats.
Le 18 juillet, la vidéo de l’exécution de 18 policiers pakistanais capturés par les talibans durant les combats du 1er juin est diffusée sur internet.

## Revendication et polémique
Malgré l'implication alléguée de talibans afghans venant d'Afghanistan, l'attaque est revendiquée le 3 juin par un porte-parole du Tehrik-e-Taliban Pakistan (talibans pakistanais). Toutefois, ces revendications sont rejetées par les services secrets pakistanais.

Le ministre de l'information du gouvernement provincial de Khyber Pakhtunkhwa, Mian Iftikhar Hussain, accuse les forces de l'OTAN soit « d'incompétence » soit de « complicité » dans le raid trans-frontalier du 1er juin. Le Chief Minister de la province, Ameer Haider Khan Hoti va plus loin en affirmant que les États-Unis et l'OTAN sont impliqués dans l'attaque.

## Conséquences
Immédiatement après l'attaque, l'ambassadeur d'Afghanistan au Pakistan est convoqué par le secrétaire aux Affaires étrangères du Pakistan qui reproche à l'armée afghane et aux forces internationales en Afghanistan de ne pas prendre les mesures adéquates contre les groupes insurgés à la frontière entre les deux pays.